# 日本パレットレンタル
日本パレットレンタル株式会社（にほんぱれっとれんたる）は、東京都千代田区に本社を置く主に物流機器パレットのレンタルを行っている企業。JPRとも呼ばれている。

## 概要
JIS規格のパレットを広範囲の業界及び各輸送機関で相互に共同利用を行い発地から着地まで一貫して同一のパレットに貨物を積載し輸送を行う一貫パレチゼーションの推進をもとに事業展開を行っている。自社工場を持たないため、パレットは他社に注文して納品という形を取っている。主に木製とプラスチック製のパレットを貸し出しているが、木製よりプラスチック製の方が利用度が年々高くなっているため、木製のパレットは在庫分だけで回す方針とし、プラスチック製へと転換を図っている。近年ではパレット管理にRFIDとElectronic Product Codeを利用した物流機器管理システムの開発を進めている。

## 沿革
- 1971年12月 - 日本パレットレンタル株式会社として設立。
- 1979年 - パレット管理をコンピュータ化。
- 1980年4月 - 大阪営業所開設。
- 1984年10月 - 名古屋営業所開設。
- 1985年10月 - 韓国パレットプール株式会社と提携。
- 1987年
  - 1月 - アジア・パレット・プールシステム発足。
  - 10月 - 仙台営業所開設。
- 1988年 - パレット保有枚数100万枚達成。
- 1989年
  - 6月 - 福岡営業所開設。
  - 7月 - 中華ロジスティクス&レンタル株式会社と提携。
- 1990年
  - パレット保有枚数200万枚達成。
  - 12月 - T11型レンタルパレット共同利用推進会発足。
- 1992年11月 - 札幌営業所開設。
- 1995年6月 - シンガポール支店開設。
- 1997年 - パレット保有枚数400万枚達成。
- 2000年 - パレット保有枚数500万枚達成。
- 2002年6月 - ASIA PALLET POOL PTE. LTD.（略称「APP」）設立。
- 2004年12月 - 日本パレットマネジメント株式会社（現・RTIマネジメント）設立。
- 2005年
  - パレット保有枚数600万枚達成。
  - 3月 - 全亜衆力物流コンサルティング（北京）有限公司設立。
- 2006年
  - 4月 - パレットシステムデモ施設 JPRイノベーションセンター開設。
  - 7月 - ロジスオール・インターナショナル株式会社に出資。
  - 11月 - Web物流機器管理システム 「epal」特許を取得。
- 2007年
  - 3月 - 韓国パレットプール株式会社と、アジア初のRFIDレンタルパレットサービスの運用を開始。
  - 5月 - スターウェイ株式会社と業務提携。
  - 8月 - 習志野デポ開設。
  - 10月 - 経済産業省、国土交通省による「メコン地域陸路実用化実証走行試験」に参画。
  - 12月 - 日本政策投資銀行が日本パレットレンタルの株式を取得。
- 2008年
  - 1月 - 仙台デポ開設。
  - 2月 - 関連会社APP社がタイ現地法人 RETUNABLE PACKAGING MATERIAL MANAGEMENT CO., LTD.を設立。
- 2012年
  - 6月 - 福岡デポで建物を全焼する大規模な火災が発生。
  - 7月 - 大手町に本社移転。

## 業務
- パレットシステム関連機器のレンタル及びリースと販売及び付帯する調査・研究・開発・ほか
- JIS規格パレットのレンタルパレットプール制の推進
- 貨物運送取扱事業（貨物運送取扱事業者番号第51659号）

## 経営指標
単位：千円（売上〜純利益）
| 年   | 売上       | 営業利益 | 経常利益 | 純利益  | 営業収益率 | 経常収益率 | EPS(株価:50円) | 発行株数  |
| ---- | ---------- | -------- | -------- | ------- | ---------- | ---------- | -------------- | --------- |
| 2007 | 12,917,040 | 811,320  | 728,630  | 371,850 | 6.3%       | 5.6%       | 608.29円       | 611,304株 |
| 2008 | 15,762,800 | 481,620  | 264,320  | 131,940 | 3.1%       | 1.7%       | 215.85円       | 611,300株 |
| 2009 | 15,900,000 | 475,000  | 289,000  | 165,000 | 3.0%       | 1.8%       | 270.04円       | 611,300株 |

## レンタルパレットの特徴
レンタル料金は、レンタル日数期間とレンタル枚数の量によって違い、1日当たり1枚につき約10〜20円ぐらいとみられる。パレットは購入すると、材質や構造によって値段が違うが、数千円かかるものが多く、短期間の使用ならレンタルの方が得。ただしレンタルパレットが保管されている倉庫へ行くためのトラックの手配、運送費がかかるため、パレットを使用する場所と倉庫が離れている場合、割高になることがあるので注意が必要。更にレンタルパレットは紛失してしまうと弁償しなければならないため、購入とレンタルのどちらが得かを計算してから借りた方がよい。

## 経営上の悩み
パレットは同一倉庫内での使用なら紛失しにくいが、トラックに載せて移動を重ねることが多いため、紛失が目立つ運搬機器である。
日本パレットレンタルは約六百万枚のパレットを保有しているが、（実数がつかめていないものの）年間で数十万枚単位のパレットが紛失しているとみられる。
紛失分をオフチャージと呼ばれる一種の弁償金を取っているが、レンタル時の購入価格（時価）で契約を締結するため、原油価格の高騰などでパレットの購入価格が上がっていると、レンタルで稼いだ利益とオフチャージを合わせても、新しく購入するパレットの方が高くつくことがある。その対策として、
1. パレットの最終到着地点となりやすい卸売センターを定期訪問して、卸売センターの協力を得て、パレットが返却されるまで管理をしてもらう
2. パレットにICタグを貼り、パレットの位置情報を探査する、RFID事業の強化

ただし、卸売センターでパレットの完全回収は難しく、RFID事業も完全実用化までにはまだ時間がかかるため、悩みがつきない。